# György Zsombor
György Zsombor (Budapest, 1982–) magyar újságíró, publicista, szerkesztő, rádiós műsorvezető, a Magyar Hang hetilap főszerkesztője.

## Életpályája
A Károli Gáspár Református Egyetemen végzett. Aktív pályáját 2002-ben kezdte a Magyar Nemzet napilapnál mint külpolitikai újságíró. 2015-től a lap társszerkesztője és a szombati lapszámokban megjelenő Magyar Nemzet Magazin szerkesztője lett, 2017-ben pedig főszerkesztő-helyettessé nevezték ki. Emellett dolgozott a Hír TV felelős szerkesztőjeként, valamint műsorvezetőként a Lánchíd Rádióban. 
A 2018-as országgyűlési választás után a Simicska Lajoshoz tartozó sajtóorgánumok nagy része (Magyar Nemzet, Lánchíd Rádió, Heti Válasz) megszűnt. A Magyar Nemzet egykori munkatársainak egy része 2018. május 18-án megalapította a Magyar Hangot, melynek György Zsombor jelenleg a főszerkesztője.
2020-ban Csengery Antal-díjjal tüntették ki.
2024-ben Pörc - Mit esznek az emberek Magyarországon? címmel néprajzi-gasztronómiai témájú könyve jelent meg.
2025-ben a Magyar Újságírók Országos Szövetsége (Múosz) alelnökévé választották.